# Hugo Cassavetti
Hugo Cassavetti, né en 1960, est un journaliste et critique musical français avec des origines et la nationalité britanniques spécialisé dans le rock. 

## Biographie
Il collabore à l'émission Les Enfants du rock dans les années 1980. Il est entre 2006 et 2022 journaliste à l'hebdomadaire culturel Télérama, où il est entré en 1991, chef du service Musique, auquel il participe toujours. Il assurait une chronique d'une heure hebdomadaire dans l'émission aujourd'hui disparue de Bernard Lenoir C'est Lenoir, sur la radio publique France Inter.
Il participe aujourd'hui régulièrement aux émissions de radio Les sonos tonnent sur Télérama radio et est présent un temps comme intervenant régulier de La dispute sur France Culture en tant que critique musical.
Sa fille, Tallulah Cassavetti, dont la mère est la journaliste Florence Trédez, est actrice (De l'or pour les chiens, Anna Cazenave Cambet) et artiste.